# Ansauville
Ansauville ist eine französische Gemeinde mit 76 Einwohnern (Stand 1. Januar 2022) im Département Meurthe-et-Moselle in der Region Grand Est (bis 2015 Lothringen). Sie gehört zum Arrondissement Toul und zum Gemeindeverband Terres Touloises.

## Geografie
Die kleine Gemeinde Ansauville liegt am oberen Esch, einem Nebenfluss der Mosel, etwa 18 Kilometer nördlich von Toul und 22 Kilometer südwestlich von Pont-à-Mousson. Das Bodenrelief um Ansauville weist nur geringe Höhenunterschiede auf. Im Süden hat Ansauville einen kleinen Anteil am 5000 ha umfassenden Forêt de la Reine, in dem sich zahlreiche Weiher befinden. Er ist Teil des Natura-2000-Netzwerkes mit einem Important Bird Area innerhalb des Regionalen Naturparks Lothringen.
Nachbargemeinden von Ansauville sind Grosrouvres im Nordosten, Minorville im Osten, Royaumeix im Süden und Hamonville im Nordwesten.

## Geschichte
Bis ins 19. Jahrhundert hinein gab es in Ansauville ein mit Laienrichtern besetztes Schwurgericht, den sogenannten Assisenhof.
In der Kirche befand sich ein versteckter Eingang zu unterirdischen Schutzräumen, die von den Bewohnern während der Kriege als Zufluchtsort benutzt wurden. 1889 wurde der Friedhof angelegt, 1899 erfolgte der Bau des Pfarrer- und Lehrerhauses.

### Bevölkerungsentwicklung
| Jahr      | 1962 | 1968 | 1975 | 1982 | 1990 | 1999 | 2011 | 2021 |
| Einwohner | 69   | 68   | 74   | 74   | 77   | 79   | 85   | 77   |

Im Jahr 1836 wurde mit 358 Bewohnern die bisher höchste Einwohnerzahl ermittelt. Die Zahlen basieren auf den Daten von cassini.ehess und INSEE.

## Sehenswürdigkeiten
- Himmelfahrts-Kirche (Église de l'Assomption), 1876 anstelle eines Vorgängerbaues um 90° gedreht errichtet
- Wasserturm am westlichen Rand des Dorfes

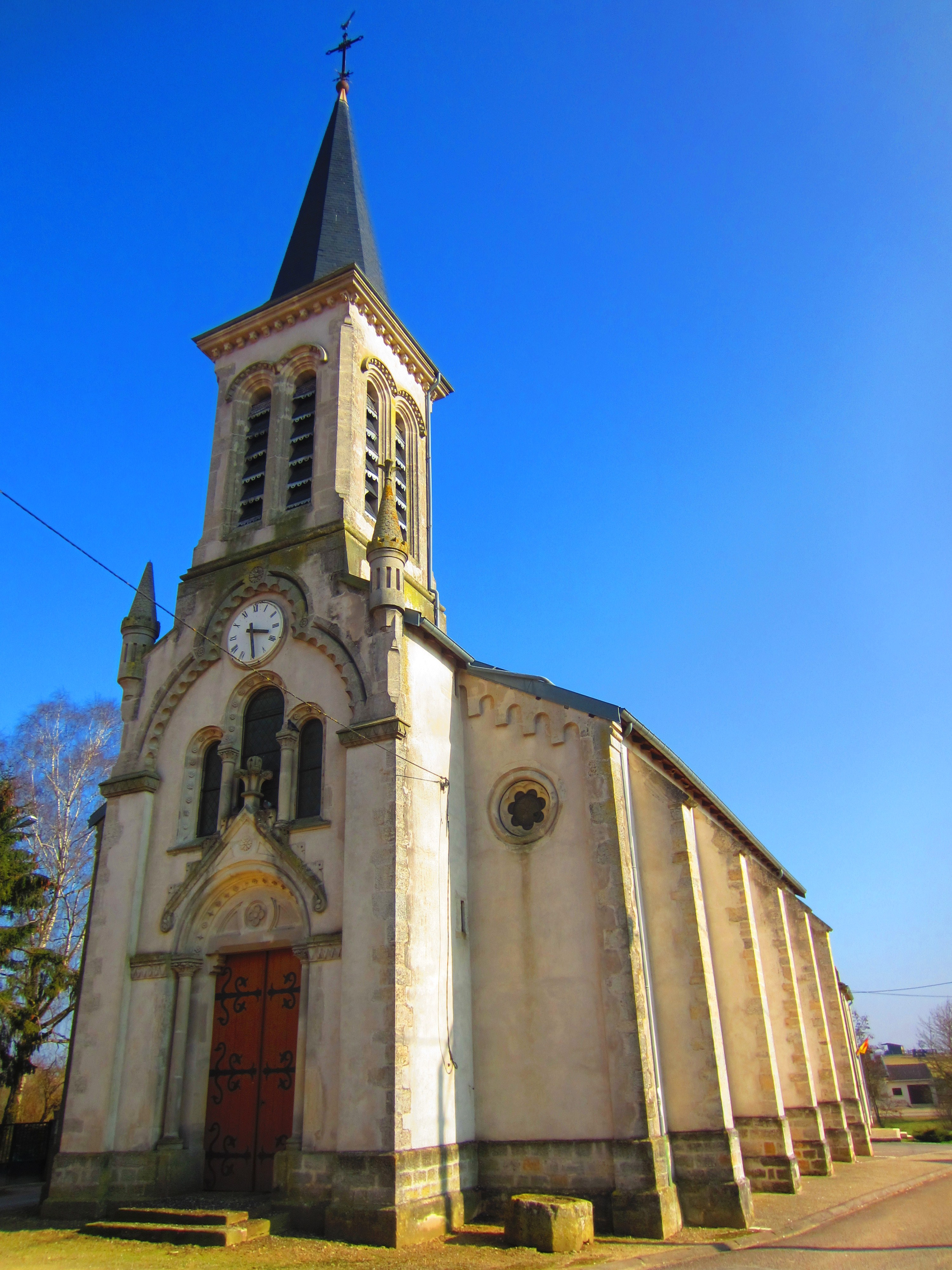
Himmelfahrts-Kirche

- Lavoir und fünf Brunnen

cassini.ehess

## Wirtschaft
Das Dorf ist nach wie vor ländlich geprägt. In der Gemeinde sind vier Landwirtschaftsbetriebe ansässig. Daneben gibt es im Ort eine Bäckerei und ein Café.
Ansauville liegt unweit der Fernstraße D 954 von Toul nach Verdun, weitere Straßen führen in die Nachbargemeinden Minorville und Hamonville. Von Montag bis Samstag wird Ansauville von der Buslinie R 400 (Toul - Pont-à-Mousson) bedient.

## Belege
1. ↑  Gemeindepräsentation (Memento des Originals vom 4. März 2010 im Internet Archive)  Info: Der Archivlink wurde automatisch eingesetzt und noch nicht geprüft. Bitte prüfe Original- und Archivlink gemäß Anleitung und entferne dann diesen Hinweis. (französisch, abgerufen am 15. Oktober 2011)
2. ↑  Ansauville auf cassini.ehess
3. ↑  Ansauville auf INSEE
4. ↑  Landwirtschaftsbetriebe auf annuaire-mairie.fr (französisch)